# 차이나는 클라스
《차이나는 클라스》는 대한민국의 JTBC에 시사교양 프로그램이다.

## 기획 의도
질문은 모든 새로운 것의 시작. 기본적인 질문조차 허하지 않는 불통의 시대, 궁금한 것에 대해 묻지 못했고 제대로 배우지 못한 채로 아무것도 몰랐기에 우리의 삶이 무너져가는 것도 몰랐다. 이제 우리의 교양을 위한 질문이 아닌 생존을 위한 질문을 던져보는 프로그램이다.

## 방송 일정
| 방송사 | 방송 기간                           | 방송 시간                              | 비고 |
| ------ | ----------------------------------- | -------------------------------------- | ---- |
| JTBC   | 2017년 3월 5일 ~ 2017년 6월 18일    | 일요일 밤 8시 50분 ~ 10시              |      |
| JTBC   | 2017년 6월 21일 ~ 2020년 5월 13일   | 수요일 밤 9시 30분 ~ 11시              |      |
| JTBC   | 2020년 5월 19일 ~ 2020년 10월 6일   | 매주 화요일 밤 11시 ~ 12시 20분        |      |
| JTBC   | 2020년 10월 12일 ~ 2020년 11월 30일 | 매주 월요일 오후 6시 30분 ~ 8시        |      |
| JTBC   | 2020년 12월 10일 ~ 2021년 8월 5일   | 매주 목요일 밤 10시 30분 ~ 12시        |      |
| JTBC   | 2021년 8월 15일 ~ 2022년 3월 13일   | 매주 일요일 저녁 6시 40분 ~ 7시 50분   |      |
| JTBC   | 2022년 3월 20일 ~ 2022년 12월 25일  | 매주 일요일 오전 10시 30분 ~ 11시 50분 |      |
| JTBC   | 2023년 3월 5일 ~ 2023년 6월 18일    | 매주 일요일 저녁 6시 40분 ~ 7시 50분   |      |
| JTBC   | 2023년 11월 18일 ~ 현재             | 매주 토요일 저녁 4시 40분 ~ 5시 50분   |      |

## 출연진

### 현재 출연진
- 오상진
- 이현이
- 함은정
- 이장준

### 과거 출연진
- 홍진경
- 오상진
- 윤덕원
- 김지숙
- 강지영
- 남보라
- 이용주
- 최서윤
- 김민경
- 김하은
- 강승윤

## 결방 및 편성 변경

### 2019년
- 5월 1일 : 제55회 백상예술대상 중계 방송으로 인해 결방.
- 9월 11일 : 추석특집 편성으로 인해 결방.

### 2020년
- 1월 1일 : 새해 편성으로 인해 결방.
- 4월 15일 : 대한민국 제21대 국회의원 선거 개표방송 중계 관계로 인해 결방.
- 12월 31일 : 저녁 6시 20분에 단축 방송으로 인해 결방

### 2021년
- 2월 11일 : 설날특선영화 편성 관계로 인해 결방
- 5월 13일 : 제57회 백상예술대상 중계 방송으로 인해 결방.

### 2023년
- 1월 1일 ~ 2월 26일 : 방송사 사정으로 인해 결방.

## 같이 보기
- 차이나는 도올
- 어쩌다 어른 (tvN)
- EBS 특별기획 통찰